# コザック配列
コザック配列（Kozak sequence）は、生化学者のマリリン・コザックにより発見された、真核生物のmRNAに出現する共通配列であり、主に翻訳の開始に関与している。ただし厳密な共通配列ではなく、不一致のあることも非常に多い。脊椎動物では (gcc)gccRccAUGG と表され、なかでも開始コドン (AUG) の3塩基上流のR（プリン塩基・アデニンまたはグアニン）と開始コドンの次のGが重要な役割を果たすと考えられている。リボソームが翻訳を始めるためにはコザック配列（不一致のあるものも含む）が必要であり、リボソームによって認識された部位からタンパク質の翻訳が開始される。
コザック配列は、リボソーム結合部位 (ribosomal binding site; RBS)、つまりmRNAの5'キャップや内部リボソーム導入部位 (Internal Ribosome Entry Site; IRES) とは異なるので混同しないことが肝要である。

## 概説
真核生物の翻訳は、およそ以下のような手順を経て開始される。まずリボソームの小サブユニットが翻訳開始因子やメチオニンtRNAなどと結合して開始前複合体（43S複合体）が形成される。一方mRNAの5'端にあるキャップ構造が翻訳開始因子の1つであるeIF4Eに認識される。開始前複合体とeIF4複合体が会合すると、mRNAを読み取りながら5'端から3'端へと開始コドンを探す。メチオニンtRNAなどの働きで適切な開始コドンが見つかると、翻訳開始因子群が解離し代わりにリボソームの大サブユニットが小サブユニットと結合し、そこから翻訳が始まる。したがって単純に考えれば、mRNAのうち最も5'端に近いAUGの3塩基から翻訳が開始するはずである。
しかし実際には常に最も5'端に近いAUGが選ばれるわけではなく、より下流のAUGから翻訳が開始することもある。これは単にメチオニンtRNAが開始コドンを認識しているだけではなく、ほかにも翻訳開始因子などが関与して翻訳開始部位を決めているためだと考えられる。コザック配列はおそらくその反映に違いないのだが、翻訳開始部位決定の詳しい仕組みはまだ明らかになっていない。

## コザック配列の「強さ」
コザック配列は厳密でなく、不一致があっても翻訳を開始できる場合が多い。しかし哺乳類においては、最終的に合成されるタンパク質の量が、コザック配列の一致・不一致に影響されることが知られており、これをコザック配列の「強さ」のように表現する。この「強さ」は単に不一致の量で決まっているのではなく、塩基によって重要さに差がある。AUGの3塩基は実際の開始コドンであり、タンパク質のN末端のメチオニンをコードしているため必要不可欠である。このAを起点(+1)として、5'端側から-3,-2,-1,+1,+2,+3のように部位を数える（0はない）。「強い」配列では、+4位のGと-3位のAまたはGが両方とも存在している。「妥当な」配列ではどちらか一方のみが存在し、「弱い」配列では両方とも存在しない。-1位と-2位のccは保存されていないが、コザック配列の強さに寄与している。また-6位のGが翻訳開始に重要であることを示す証拠もある。
こうしたKozak配列のタイプは遺伝子調節メカニズムのひとつとして進化したのだろう。Lmx1bは「弱い」Kozak配列をもつ遺伝子の一例である。こうした部位から翻訳を開始する場合、リボソームが開始部位を認識するためにはさらに他の特徴がmRNA配列に必要になる。

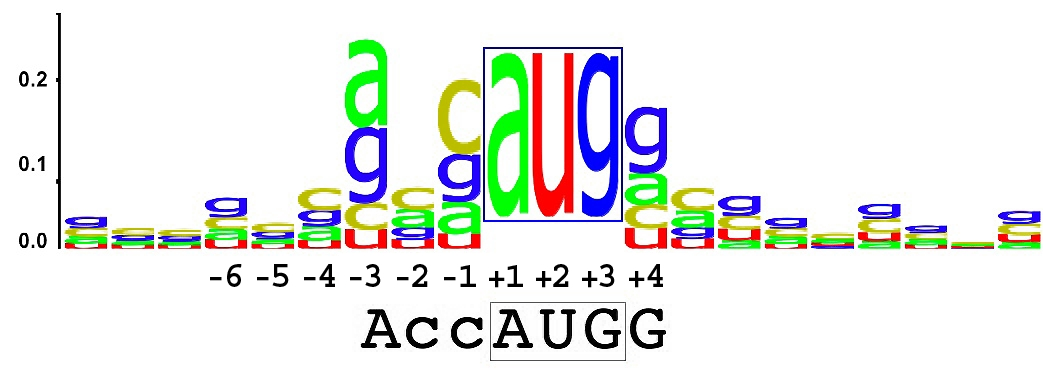
ヒトの全mRNA中における開始コドン周辺の保存塩基を示すsequence logo 。

## 遺伝病
βグロブリン遺伝子(β+45; human)の研究によれば、-6位のGがCに変異することでこの遺伝子の血液学的な表現型や生合成が損なわれる。これはイタリア南東部の中間型サラセミアの家系から見出された変異で、Kozak配列に見つかった変異としては最初のものである。

## 各種生物
もともと脊椎動物のデータ解析によって見つかった共通配列であるが、それ以外の生物でも類似の解析が行われ、広い範囲の真核生物で同様の共通配列が見出されている。以下にその例を挙げるが、なかでも-3位のプリン塩基（特にアデニン）は非常に保存性が高い。
| 生物群                                         | 門                   | 共通配列     |
| ---------------------------------------------- | -------------------- | ------------ |
| 脊椎動物                                       |                      | gccRccATGG   |
| ショウジョウバエ(Drosophila spp.)              | 節足動物門           | cAAaATG      |
| 出芽酵母(Saccharomyces cerevisiae)             | 子嚢菌門             | aAaAaAATGTCt |
| キイロタマホコリカビ(Dictyostelium discoideum) | アメーバ動物門       | aaaAAAATGRna |
| 繊毛虫                                         |                      | nTaAAAATGRct |
| マラリア原虫(Plasmodium spp.)                  | アピコンプレックス門 | taaAAAATGAan |
| トキソプラズマ(Toxoplasma gondii)              | アピコンプレックス門 | gncAaaATGg   |
| トリパノソーマ科                               | ユーグレノゾア門     | nnnAnnATGnC  |
| 陸上植物                                       |                      | AACAATGGC    |

ただし、共通配列への一致とタンパク質の量との相関は、哺乳類ほどはっきりした関係は見られない。出芽酵母を使った実験では、遺伝子によってはタンパク質量が10倍以上も変化する場合もあったが、一貫した特徴とは呼べないようである。